# Chelonus pseudoscrobiculatus
Chelonus pseudoscrobiculatus är en stekelart som beskrevs av Braet och Fretey 1997. Chelonus pseudoscrobiculatus ingår i släktet Chelonus och familjen bracksteklar. Inga underarter finns listade i Catalogue of Life.